# Grote teen
De grote teen in de menselijke anatomie is de grootste van de tenen van de voet.
De grote teen heeft twee kootjes in tegenstelling tot de andere tenen die er drie hebben. 
Spieren van de grote teen zijn:
- musculus flexor hallucis longus (lange groteteenbuigspier)
- musculus flexor hallucis brevis (korte groteteenbuigspier)
- musculus extensor hallucis longus (lange groteteenstrekspier)
- musculus extensor hallucis brevis (korte groteteenstrekspier)
- musculus adductor hallucis (groteteensluitspier)
- musculus abductor hallucis (groteteenspreidspier)

Botten van de grote teen:
- phalanx distalis hallucis (buitenste kootje)
- phalanx proximalis hallucis (binnenste kootje)